# 澤連切 (捷列博夫利亞區)
49°16′22″N 25°41′44″E / 49.27278°N 25.69556°E
澤連切（烏克蘭語：Зеленче），是烏克蘭的村落，位於該國西部捷爾諾波爾州，由捷尔诺波尔区負責管轄，始建於1990年，面積0.05平方公里，2001年人口431，人口密度每平方公里8,795.9人。